# Ophryotrocha platykephale
Ophryotrocha platykephale är en ringmaskart som beskrevs av Blake 1985. Ophryotrocha platykephale ingår i släktet Ophryotrocha och familjen Dorvilleidae. Inga underarter finns listade i Catalogue of Life.